# 矛盾許容論理
矛盾許容論理（むじゅんきょようろんり、Paraconsistent Logic）とは、矛盾を特別な方法で扱う論理体系。また、矛盾に対して耐性のある論理を研究・構築する論理学の一分野を指す。矛盾許容型論理とも。
矛盾許容論理は1910年ごろにはすでに存在していた（原始的な形ではアリストテレスまで遡る）。しかし、矛盾許容（Paraconsistent）という用語が使われるようになったのは 1976年であり、ペルー人哲学者 Francisco Miró Quesada が最初である。

## 定義
古典論理や直観主義論理では、矛盾からはあらゆることが導かれる。この特徴を爆発律などと呼び、形式的には次のように表される:
{\displaystyle A,\neg A\vdash B}
ここで {\displaystyle \vdash } は論理的帰結関係を意味する。言葉で表すならば、「AかつAでないならば、Bである」という意味である。このBは任意である、つまり全てが自明となる。
上記の通り、体系に1つの矛盾が存在した場合、その体系も自明である。つまり、あらゆる文が定理となる。ここで、爆発律を採用しないように、古典論理における定理を一部採用しない体系を、総じて矛盾許容論理という。結果として、矛盾許容論理は、矛盾を含みながらも自明でない体系となる。

## 古典論理との比較
矛盾許容論理は古典論理よりも弱く、妥当とみなす推論の数が少ない。矛盾許容論理は、古典論理で妥当とみなされる推論のすべてを妥当とみなすわけではないため、古典論理の拡張とはなり得ない。この点で、矛盾許容論理は古典論理よりも「保守的」あるいは「慎重」と言える。

## 目的
矛盾許容論理が生み出された動機として、矛盾を含む情報からの推論を制御された手法で可能にすべきだという考え方があった。爆発律はこれを妨げるものであったため、矛盾許容論理では排除された。他の論理では矛盾を含む体系は常に1つしかなく、その体系にはあらゆる文が定理として含まれる。矛盾許容論理では矛盾を含む体系を区別することができ、矛盾のある体系で推論ができる。場合によっては矛盾のある体系を矛盾のない体系に修正することも可能である。また、大規模ソフトウェアシステムなどでは矛盾のないことを保証することはできない。
一部の哲学者はもっと積極的に、いくつかの矛盾を「真」であるとし、矛盾を含む体系が必ずしも正しくないわけではないという立場をとる。このような観点を真矛盾主義 (Dialetheism) と呼び、嘘つきパラドックスやラッセルのパラドックスのようなパラドックスを額面通り受け止めようとする考え方が根底にある。ただし、矛盾許容論理の信奉者が全てそのように考えているわけではない。一方で、真矛盾主義の立場では矛盾許容論理は必須であり、さもなくば全てが真であると認めなければならなくなる。

## トレードオフ
矛盾許容論理には問題もある。爆発律を排除したため、以下の3つの非常に基本的な原理のうち少なくとも1つを採用できなくなる:
| 論理和の導入             | {\displaystyle A\vdash A\lor B}                                      |
| 選言三段論法             | {\displaystyle A\lor B,\neg A\vdash B}                               |
| 推移関係またはカット規則 | {\displaystyle \Gamma \vdash A;A\vdash B\Rightarrow \Gamma \vdash B} |

これらのうちどれを排除すべきかが研究され、現在では選言三段論法を排除するのが一般的である。真矛盾主義の立場では、選言三段論法が正しくないというのは正当である。A と ¬A が共に真で、B が偽であるとする。A v B は A が真なので全体として真である。従って、前提となる A v B と ¬A は共に真だが、結論となる B は真ではない。
同様に以下の3つの原理も爆発律に依存しているため、少なくとも1つを排除しなければならない:
| 背理法         | {\displaystyle A\to (B\wedge \neg B)\vdash \neg A} |
| 構造規則       | {\displaystyle A\vdash B\to A}                     |
| 二重否定の排除 | {\displaystyle \neg \neg A\vdash A}                |

「背理法」と「構造規則」の排除が試みられてきた。「二重否定の排除」の排除も行われているが、それは別の理由からである。二重否定の排除だけをなくしても、矛盾から全ての否定命題を証明可能である。

## 単純な矛盾許容論理
最も有名な矛盾許容論理は LP（Logic of Paradox）という単純な体系である。アルゼンチンの論理学者 F. G. Asenjo が 1966年に提唱し、後に Priest が広めた。
LP の意味論を表現する方法として、通常は関数の評価とされるところを関係で置き換えるという方法がある。二項関係 V は論理式と真理値を関連付ける。V(A,1) は A が真であることを意味し、V(A,0) は A が偽であることを示す。各論理式には少なくとも1つの真理値が対応つけられるが、対応する真理値は必ずしも1つである必要はない。否定と論理和の意味は次のようになる:
- {\displaystyle V(\neg A,1)\Leftrightarrow V(A,0)}
- {\displaystyle V(\neg A,0)\Leftrightarrow V(A,1)}
- {\displaystyle V(A\lor B,1)\Leftrightarrow V(A,1)\ {\rm {or}}\ V(B,1)}
- {\displaystyle V(A\lor B,0)\Leftrightarrow V(A,0)\ {\rm {and}}\ V(B,0)}

他の論理演算は否定と論理和の組合せで定義可能である。より非形式的に表現すると次のようになる:
- not A は A が偽であるときだけ真である。
- not A は A が真であるときだけ偽である。
- A or B は、Aが真かまたはBが真であるときだけ真である。
- A or B は、Aが偽でかつBも偽であるときだけ偽である。

論理的帰結関係の意味論は次のようになる:
Γ {\displaystyle \vDash } A は  Γ の全要素が真であるときはいつでも A が真となることである。
ここで、V(A,1) と V(A,0) という関係があり、V(B,1) という関係がないとする。これらの関係から爆発律と論理和による三段論法の反例は容易に導くことが出来る。しかしそれは同時にLPの条件文のためのモーダスポネンスへの反例でもある。このため、LP では否定と論理和の組合せでは定義できない強い条件結合子を採用することが多い。
LP は多くの（通常真である）推論パターンを保持しており、ド・モルガンの法則、否定/論理積/論理和に関する自然演繹が成り立つ。また、驚くべきことに恒真式はLPでも一般の論理体系でも変わらない。LPと古典論理が異なるのは、推論が真となる範囲である。各論理式が必ず真か偽の値を持つという条件を外した矛盾許容論理を FDE（First-Degree Entailment）と呼ぶ。LPとは異なり、FDPには恒真式がない。
LP は数ある矛盾許容論理の一種でしかない点に注意されたい。比較的単純な例としてここに紹介したに過ぎない。

## 他の論理学との関係
矛盾許容論理の重要な体系として適切さの論理がある。論理は以下の条件を満たしたときだけ「適切」であるとされる:
A → B が定理であるとき、A と B は1つの非論理定項を共有する。
このため、適切さの論理では p & ¬p → q を定理として持つことができない。また、{p, ¬p} から q を導く推論も不可能である。
適切さの論理と多値論理は重なる部分も多々あるが、適切さの論理が全て多値論理というわけではない（もちろん、全ての多値論理が矛盾許容論理というわけでもない）。
直観論理では A ∨ ¬A を偽とする可能性があるが、矛盾許容論理では A ∧ ¬A を真とする可能性がある。このことから、矛盾許容論理と直観論理は互いに双対と見なせるように思われる。しかし、直観論理は特殊な論理体系であって、矛盾許容論理は様々な体系を内包する論理体系のクラスである。従って、直観論理の双対は特定の矛盾許容論理の体系であり、双対直観論理（dual-intuitionistic logic）または（歴史的な理由で）Brazilian logic と呼ばれる。2つの論理体系の双対性はシークエント計算のフレームワークでよくわかる。直観論理では次のシークエントを導出できない。
{\displaystyle \vdash A\lor \neg A}
しかし、双対直観論理では次のシークエントを導出できない。
{\displaystyle A\land \neg A\vdash }
同様に、直観論理では次のシークエントを導出できない。
{\displaystyle \neg \neg A\vdash A}
一方、双対直観論理では次のシークエントを導出できない。
{\displaystyle A\vdash \neg \neg A}
双対直観論理には結合子 # があり、これは直観的含意の双対である。大まかに言えば、A # B は「Aだが、Bでない」（A but not B）という意味である。ただし、# は真理関数ではない。

## 応用
矛盾許容論理は、様々な領域で矛盾を扱う手段として利用されてきた。以下に例を挙げる:
- 意味論: 嘘つきパラドックスなどに陥らない真実の形式的かつ単純な説明手段として矛盾許容論理が提案されてきた。しかし、そのような体系ではカリーのパラドックスも防ぐ必要があるが、この場合否定を使っていないため対処がより難しい。
- 集合論などの数学の基礎: ラッセルのパラドックスやゲーデルの不完全性定理との関連で矛盾許容論理を重視する立場もある。
- 認識論: 矛盾する理論や仮説で推論する手段として、あるいはそれらを改善する手段として矛盾許容論理が提案されてきた。
- ナレッジマネジメントと人工知能: 矛盾する情報を扱う手段として矛盾許容論理が一部で使われてきた[10]
- 義務論理とメタ倫理学: 倫理的・規範的矛盾を扱う手段として矛盾許容論理が提案されてきた。

## 批判
前述した3つの原理（のいずれか）を排除しなければ成立しない矛盾許容論理に対して、爆発律を排除することの直観的正当性よりも、その3つの原理の直観的正当性が勝ると主張する哲学者もいる。
また、デイヴィド・ルイスは、ある文とその否定が共に真であるとする矛盾許容論理に反対の立場を主張した。関連して、矛盾許容論理の「否定」はいわゆる否定ではなく、アリストテレスのいう小反対に相当するとの主張もある。

## 研究者
矛盾許容論理の主な研究者を以下に列挙する:
- アラン・アンダーソン （アメリカ合衆国、 1925年 - 1973年） 矛盾許容論理の一種でもある適切さの論理を構築した研究者の1人。
- F. G. Asenjo （アルゼンチン）
- Diderik Batens （ベルギー）
- Nuel Belnap （アメリカ合衆国、1930年 - ） Anderson と共に適切さの論理を構築。
- Jean-Yves Béziau （フランス/スイス、1965年 - ）
- Ross Brady （オーストラリア）
- Bryson Brown （カナダ）
- Walter Carnielli （ブラジル）
- Newton da Costa （ブラジル、1929年 - ） 矛盾許容論理の形式体系を構築した初期の研究者の1人。
- Itala M. L. D'Ottaviano （ブラジル）
- J. Michael Dunn （アメリカ合衆国） 適切さの論理の研究者
- Stanisław Jaśkowski （ポーランド） 矛盾許容論理の形式体系を構築した初期の研究者の1人。
- R. E. Jennings （カナダ）
- デイヴィド・ルイス （アメリカ合衆国、1941年 - 2001年） 矛盾許容論理に対する批評家
- ヤン・ウカシェヴィチ （ポーランド、1878年 - 1956年）
- Robert K. Meyer （アメリカ/オーストラリア）
- Chris Mortensen （オーストラリア） 矛盾許容数学
- Val Plumwood （Val Routley とも、オーストラリア、1939年 - ）
- グレアム・プリースト Graham Priest （オーストラリア） 矛盾許容論理についての現在の世界的第一人者
- Francisco Miró Quesada （ペルー） 矛盾許容論理（paraconsistent logic）という用語を生み出した。
- Peter Schotch （カナダ）
- B. H. Slater （オーストラリア） 矛盾許容論理に対する批評家
- Richard Sylvan （Richard Routley とも、ニュージーランド/オーストラリア、1935年 - 1996年）
- Nicolai A. Vasiliev （ロシア、1880年 - 1940年）